# Садовый цветной трупиал
Садовый цветной трупиал (лат. Icterus spurius) — вид воробьиных птиц из семейства трупиаловых (Icteridae). Занесён в Красную книгу МСОП как вид, вызывающий наименьшие опасения (LC).
Размер птицы составляет 16 см в длину. Масса — 20 грамм (у самцов подвида Icterus spurius fuertesi Chapman, 1911 в среднем 20,3 г, самок 21 г). Оперение головы и спины черное, нагрудника — чёрное с серо-голубым оттенком под клювом. Взрослый самец имеет ярко-каштановое оперение внизу, на плечах и крупе, остальное оперение черное. У самцов I. s. fuertesi вместо каштанового цвета охра. Взрослые самки и молодые птицы обоих подвидов имеют оливково-зеленое оперение в верхней части и желтоватое на груди и животе. Взрослые птицы имеют острый тёмный клюв и белые полосы на крыльях. Хвост короткий. Взрослыми садовые трупиалы становятся на втором году жизни. Однолетние самцы желто-зеленоватые с черным нагрудником.
Природным ареалом является  полуоткрытые районы с лиственными деревьями. Весной обитает от восточной части Северной Америки до центральной Мексики. Предпочитает жить в кронах деревьев в парках, вдоль озер и ручьев. Гнездо представляет собой плотно сформированную сумку, прикрепленную к развилке на горизонтальной ветке. Гнезда, как правило, устраивают близко друг к другу. Предполагается моногамия.
Зимует на территории от севера Мексике до северо-запада Венесуэлы. Возвращается в Северную Америку в марте — апреле. Гнездится с конца апреля до конца мая. Улетает на юг в конце июля — начале августа и прибывает на места зимовья в середине августа. Мигрирует в ночное время суток. Птицы считаются мигрантами на короткие расстояния.
Весной, в период размножения, садовый цветной трупиал питается насекомыми. В остальное время его рацион включает спелые плоды, которые быстро проходят через их пищеварительный тракт. Зимой рацион птиц состоит из фруктов, нектара, насекомых и семян. I. s. fuertesi пьют нектар Combretum fruticosum.

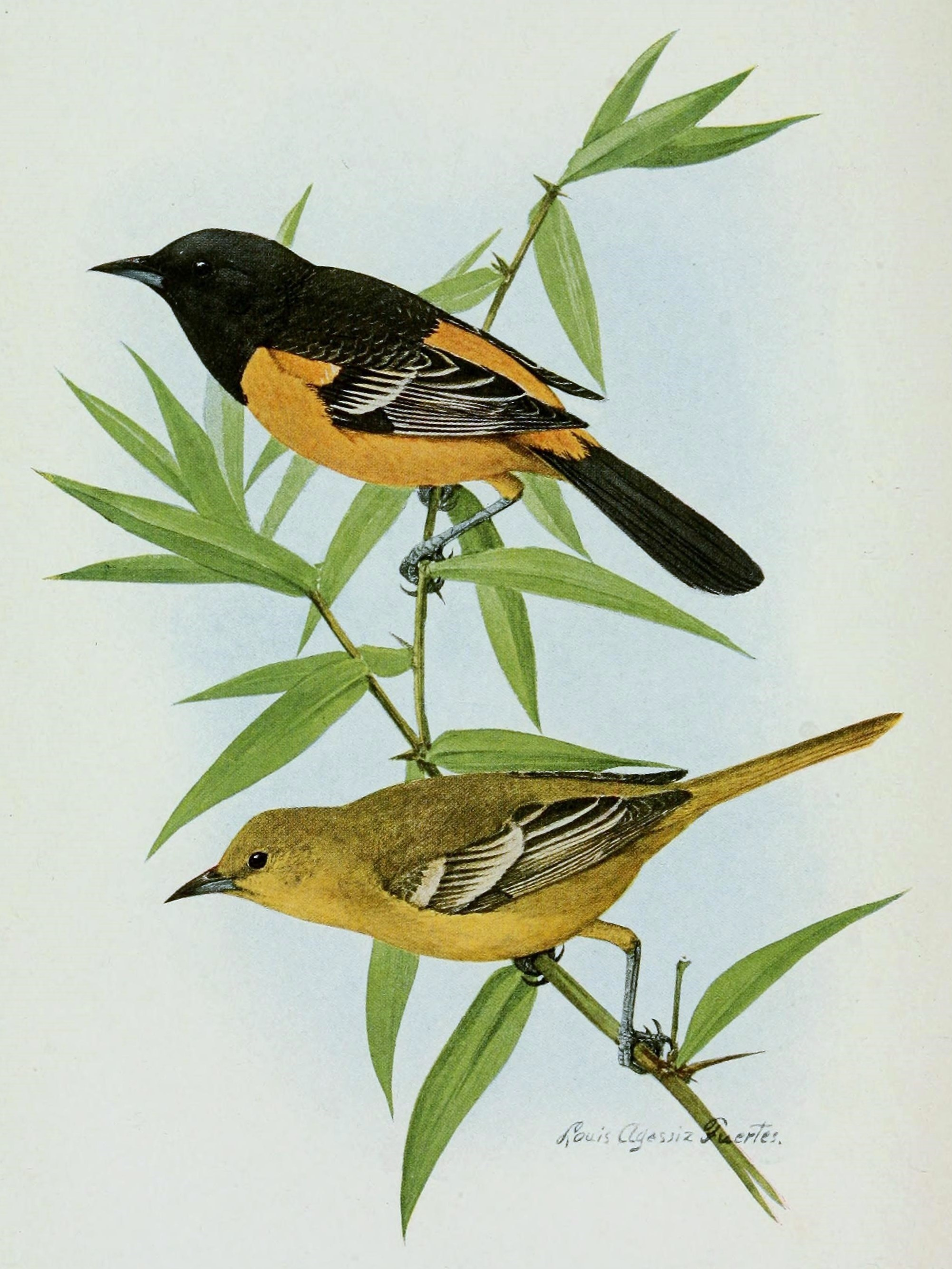
Icterus fuertesi Chapman